# Mauritskade (Amsterdam)
De Mauritskade loopt evenwijdig aan de Amsterdamse Singelgracht tussen de Amstel tot aan de Zeeburgerdijk in Amsterdam-Oost. De straat maakt deel uit van een reeks van drie kades: de Mauritskade, de Stadhouderskade en de Nassaukade die aansluitend op de S100 de buitenring langs de oever van de Singelgracht vormen.
De Mauritskade is in 1880 genoemd naar Maurits van Oranje (1567-1625), stadhouder van Holland en Zeeland. De kade werd voordien aangeduid met Buitensingel.
De belangrijkste straten die door de Mauritskade worden gekruist zijn: Wibautstraat, 's-Gravesandestraat, Linnaeusstraat, Dapperstraat en Pontanusstraat.
Aan de rotonde bij de kruising met de Linnaeusstraat ligt het Koninklijk Instituut voor de Tropen. 
Tussen het Alexanderplein en de Linnaeusstraat reed tramlijn 9 van 1903-2018 en Lijn 14 is er in 1986 bij gekomen. Tussen Linnaeusstraat en Zeeburgerdijk reed in 1901 de tweede elektrische tramlijn van Amsterdam. Dat was lijn 6 naar de Cruquiusweg. Later kwamen hier andere tramlijnen. Sinds 1940 was dat lijn 10. Ook lijn 6 van 1986-1998 en lijn 7 van 1998-2004 hebben hier gereden.Sinds lijn 10 in 2004 via de Sarphatistraat naar de Czaar Peterstraat en het Oostelijk Havengebied is gaan rijden, heeft lijn 14 deze route overgenomen. Lijn 9 werd op 22 juli 2018 vervangen door lijn 19.
Vroeger bevond zich ook het Weesperpoortstation langs de Mauritskade. Aan Mauritskade 14-19 stond vanaf de jaren 70 van de negentiende eeuw bijna honderd jaar de Beiersch-Bierbrouwerij De Amstel, de eerste brouwerij van Amstel. De brouwerij werd al snel een geduchte concurrent waaraan andere brouwerijen amper het hoofd konden bieden.
Enigszins afgelegen van de straat staan de gebouwen Mauritskade 56, Amsterdam en Mauritskade 57, Amsterdam, waar in beginsel een openluchtschool respectievelijk een laboratorium was gevestigd. Ze staan tegen de rand van het Oosterpark. Het Laboratorium voor Gezondheidsleer werd later het Zoölogisch Museum, dat op zijn beurt weer plaats maakte voor een hotel.

## Kunst
Haaks op de kade staan de zogenaamde Dubbeltjespanden, opgesierd door het kunstwerk Het begon met een dubbeltje van Marjet Wessels Boer. Op de hoek met de Pieter Vlamingstraat staat Schommelstoelen en wippen van Handle with Care.